# پنج‌قلوهای باکلاس
پنج قلوهای باکلاس (به انگلیسی: The Quintessential Quintuplets) (به ژاپنی: 五等分の花嫁، Go-Tōbun no Hanayome) یا پنج عروس برابر یا پنج عروس افسانه‌ای، مجموعه مانگای ژاپنی به نوشته و تصویرسازی نگی هاروبا است که از اوت ۲۰۱۷ تا فوریه ۲۰۲۰ در هفته‌نامه شونن کودانشا منتشر شد.
مجموعه تلویزیونی انیمه اقتباس شده از این اثر ساخته استودیو تزوکا پرداکشنز از ژانویه تا مارس ۲۰۱۹ از شبکه تلویزیونی تی‌بی‌اس و کانال‌های دیگر پخش شد و فصل دوم ساخته بایبری انیمیشن استودیوز از ژانویه تا مارس ۲۰۲۱ به نمایش درآمد. دنباله فصل دوم در قالب یک فیلم به نام فیلم پنج‌قلوهای باکلاس، در مهٔ ۲۰۲۲ اکران شد.
پنج‌قلوهای باکلاس با موفقیت تجاری رو به رو شد به طوری که در سال ۲۰۱۹ به رتبه پنجم پرفروش‌ترین مانگا سال و سومین مانگای پرفروش در نیمه اول سال ۲۰۲۰ در ژاپن رسید. در سال ۲۰۱۹، این مجموعه در رده شونن توانست چهل و سومین جایزه مانگای کودانشا را به دست بیاورد.

## داستان
فوتارو اوسوگی یک دانش آموز با استعداد است که زندگی سختی دارد. مادر او درگذشته و پدرش بدهی زیادی دارد و هیچ دوستی در زندگی ندارد.
خانواده ثروتمند ناکانو به مدرسه فوتارو منتقل می‌شوند و او به عنوان یک معلم خصوصی پردرآمد برای خانواده ناکانو استخدام می‌شود. در ادامه فوتارو با ناامیدی متوجه می‌شود که پنج دانش آموز او — خواهران پنج قلو ناهمسان و با شخصیت‌های مختلف — به هیچ وجه علاقه ای به تحصیل ندارند و دارای نمرات افتضاحی هستند. فوتارو در آپارتمان آنان، با سرسختی و تلاش مجدانه به تدریج دختران را متقاعد می‌کند که او را بپذیرند و نمرات خود را ارتقا دهند.

## تولید
نگی هاروبا، قبل از انشتار اثر خودش در سال ۲۰۱۴ به اسم Karma of Purgatory ایده «عاشق شدن یک گروه خواهران پنج قلو با یک شخص» را در ذهن داشت، اما در آن زمان داستان ساده‌ای داشت. یک سال بعد پس از پایان انتشار Karma of Purgatory، او با مدیرمسئول خود دربارهٔ انتشار اثر بعدی خود گفتگو کرد که این بار ایده عاشق شدن پنج قلو توسط ویرایستار پذیرفته شد. هیچ کمیته ای انتشار اثر را بر عهده نگرفت و سرانجام تصمیم بر این شد که ابتدا به صورت یک مانگا وان شات منتشر شود. وان شات نظرات مثبتی دریافت کرد و در نتیجه اثر به‌طور کامل منتشر شد.

### شخصیت‌ها
در اوایل کار، تصمیم بر این بود که قهرمان یکی از پنج قلوها باشد ولی وقتی ایده چهار قلوها و دوقلوها مطرح شد، خیلی سریع و در حدود ۳۰ ثانیه رد شد. رنگ موی پنج قلوها هنگام رنگ آمیزی متفاوت است که توسط خود هاروبا برای تشخیص آنها از یکدیگر پیشنهاد شد.

### داستان
در ابتدا قرار بود هر پنج قلوها نسبت به فوتارو احساسات منفی داشته باشند چون هاروبا قصد داشت که رابطه آنها را از نفرت به عشق تبدیل شود.